# 45 (키노의 음반)
《45》는 소비에트의 록 밴드 키노의 데뷔 앨범이다. 1982년에 음악 프로듀서 안드레이 블라디미로비치 트로필로(Андре́й Влади́мирович Тропи́лло)의 소유인 안트로프 스튜디오에서 녹음되었다. 제목은 앨범의 길이가 약 45분 정도인 것으로부터 따온 것이다.

## 수록곡
보컬은 사실상 빅토르 초이만이 담당했다.
| #   | 제목                             | 한국어명                 | 재생 시간 |
| --- | -------------------------------- | ------------------------ | --------- |
| 1.  | 〈〈Время есть, а денег нет〉〉  | 시간은 있는데, 돈은 없어 | 4:07      |
| 2.  | 〈〈Просто хочешь ты знать〉〉   | 넌 알고 싶어할 뿐        | 3:28      |
| 3.  | 〈〈Алюминиевые огурцы〉〉       | 알루미늄 오이            | 2:56      |
| 4.  | 〈〈Солнечные дни〉〉            | 화창한 날                | 3:12      |
| 5.  | 〈〈Бездельник〉〉               | 게으름뱅이               | 3:13      |
| 6.  | 〈〈Бездельник 2〉〉             | 게으름뱅이 2             | 3:06      |
| 7.  | 〈〈Электричка〉〉               | 전차(電車)               | 2:36      |
| 8.  | 〈〈Восьмиклассница〉〉          | 8학년생 소녀             | 2:45      |
| 9.  | 〈〈Мои друзья〉〉               | 나의 친구들              | 4:26      |
| 10. | 〈〈Ситар играл〉〉              | 시타르 연주              | 1:34      |
| 11. | 〈〈Дерево〉〉                   | 나무                     | 1:43      |
| 12. | 〈〈Когда-то ты был битником〉〉 | 넌 비트닉이었었지        | 3:41      |
| 13. | 〈〈На кухне〉〉                 | 주방에서                 | 3:03      |
| 14. | 〈〈Я - асфальт〉〉              | 나는 아스팔트다          | 3:10      |